# Árbol de Porfirio

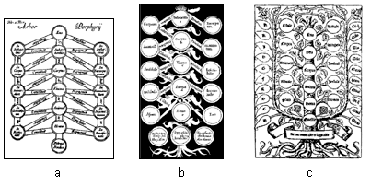
Árboles de Porfirio.

El Árbol de Porfirio  (en latín: Arbor Porphyriana) , también llamado "escala de ser"  o scala praedicamentalis, es un diagrama que ilustra la categorización que el filósofo neoplatónico Porfirio, filósofo del siglo III partidario de Aristóteles, dio a las sustancias. En un principio, el diagrama de Porfirio no se ilustró como un dibujo; sin embargo, durante el Renacimiento los escritores que dieron forma a sus escritos decidieron ilustrarlo de esta manera. En el árbol, los conceptos van de lo universal a lo particular, empezando por la sustancia y generalmente terminando por el hombre. El árbol de Porfirio dio inicio al nominalismo, que se podría decir que es el antecedente de las modernas clasificaciones taxonómicas.
El esquema fue sugerido originalmente en el texto Isagoge, en el que presenta la división de las categorías de Aristóteles indicando que estas se dividen en géneros y diferencias, repitiendo la secuencia hasta llegar a la especie más baja.
En el trabajo original, estas divisiones no estaban representadas por ninguna clase de diagrama, pero finalmente en las adaptaciones que se ilustraron siglos después del fallecimiento de Porfirio se presentaron esquemas que se asemejaban a un árbol con ramas en divisiones bidireccionales.

## Ejemplo

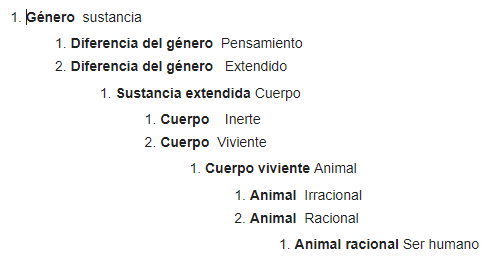

El  ejemplo muestra cómo sería un diagrama de Porfirio en forma de lista, marcando como el primer género la sustancia y dividiéndose hasta la especie más baja, que sería descrita como el ser humano.
El ejemplo nos muestra cómo el esquema va dividiendo cada género en dos opciones, las cuales van dirigiéndose a la especie más baja, describiendo al ser humano de esta manera como una sustancia extendida, lo que implica que posee un cuerpo. Este cuerpo está vivo, lo cual implica que es un animal. Este animal tiene la característica de ser racional.
Con este diagrama también se puede demostrar la similitud entre el esquema del árbol de Porfirio y el esquema de una clave dicotómica.